# Caio Flávio Prates da Silveira
Caio Flavio Prates da Silveira (São Gabriel, 22 de outubro de 1921 — Porto Alegre, 1 de março de 2007) foi um médico, escritor e professor brasileiro.

## Biografia
Cursou a Escola Técnica de Agricultura (ETA) em Porto Alegre. Depois matriculou-se Faculdade de Medicina de Porto Alegre em 1949. Formado, clinicou na cidade natal por pouco tempo e voltou para Porto Alegre, onde foi professor de medicina nas Enfermarias da Santa Casa e participou dos primeiros tempos do Instituto de Cardiologia e do Hospital das Clínicas da UFRGS.
Em 1968 foi eleito presidente da Sociedade de Cardiologia do Rio Grande do Sul. Foi membro da Academia Rio-grandense de Letras.
Foi Chefe da Casa Civil do Distrito Federal entre 1969 e 1974 no governo do irmão Hélio Prates da Silveira.
Foi presidente da Estância da Poesia Crioula e membro da Academia Rio-Grandense de Letras.